# 高山辰雄賞ジュニア美術展
高山辰雄賞ジュニア美術展（たかやまたつおしょうジュニアびじゅつてん）は、大分県大分市出身の日本画家髙山辰雄を記念して県内の幼稚園、小・中・高等学校、特別支援学校の児童・生徒を対象として開催する絵画賞及び絵画展である。主催は大分県造形教育研究会、大分合同新聞社等。共催は大分県、大分市等。
1982年（昭和57年）に高山が文化勲章を受章したことを記念して、1983年（昭和58年）に高山辰雄賞ジュニア県美展として開催が始まった。
毎年、約10万点の応募の中から、優賞11点と推奨1,000点、佳作が表彰される。